# Christoph Möller
Christoph Möller (* 1. März 1989) ist ein deutscher Musikkritiker, vornehmlich im Bereich Popmusik, und Radiojournalist aus Schieder-Schwalenberg bei Detmold.

## Leben
Möller arbeitete nach dem Abitur für den Hamburger Internetradiosender ByteFM und betreute eigenständig das Sendestudio zu RUHR.2010 – Kulturhauptstadt Europas in Bochum. Von 2012 bis 2015 studierte er an der Stiftung Universität Hildesheim Kulturwissenschaften und Ästhetische Praxis mit Schwerpunkten auf Literatur und Medien. Er gestaltete unter der Leitung des Literaturwissenschaftlers und ehemaligen Rundfunkredakteurs Guido Graf als Redakteur der Literaturplattform Litradio.net Radio-Features und -Kulturreportagen. Sein Studium schloss er mit dem Bachelor ab.Im Jahr 2016 absolvierte er ein Praktikum beim Bayerischen Rundfunk.
Christoph Möller arbeitet als Musikkritiker für die Musiksendung Tonart bei Deutschlandfunk Kultur. Darüber hinaus gehören auch die öffentlich-rechtlichen Rundfunkanstalten Deutschlandfunk, Deutschlandfunk Nova, WDR 5; RBB und Bayern 2 zu seinen Auftraggebern. Seine Besprechungen sowie sein musikalisches Hauptaugenmerk als Kulturjournalist konzentrieren sich vor allem auf zeitgenössischer Popmusik, wobei er sich ebenso sehr für Megastars und den Mainstream interessiert wie für weniger bekannte Musiker sowie für gesellschafts- und kulturpolitische Dimensionen von Popmusik und Musikjournalismus. Seine Berichterstattung erstreckt sich aber auch über experimentelle Musik von KI, Heavy Metal bis hin zu Deutschrap.
Darüber hinaus produziert er Beiträge zu den Themen Internet und Musikstreaming, Medien und Podcasts, Trends, Theater und Gesellschaft.
Für den Internetsender ByteFM produziert er seit 2012 die wöchentliche Sendung Popschutz, die dienstags von 21 bis 22 Uhr ausgestrahlt wird. In dieser Autorensendung spielt er wöchentlich neue Popmusik, Ambient, Hiphop, RnB sowie elektronische Musiken der Gegenwart.
Seit 2018 arbeitet Christoph Möller auch als freier Redakteur für die Tonart bei DLF Kultur. 
Christoph Möller lebt und arbeitet in Leipzig. Er ist in einer Beziehung mit einer Fotografin und hat keine Kinder.

## Ehrungen und Auszeichnungen
Mit seinem Beitrag Wie musikalisch ist künstliche Intelligenz? für WDR 5 war Christoph Möller 2019 in der Kategorie Beste musikjournalistische Arbeit des Jahres, Rubrik Audio, Deutsch für den Music Journalism Award beim Reeperbahn Festival 2019 nominiert.